# Атлетски рекорди Словеније у дворани за жене
Ово је списак атлетских рекорда Словеније у дворани за жене у свим дисциплинама, које воде Међународна асоцијација атлетских федерација ИААФ, Европска атлетска асоцијација ЕАА и Атлетски савез Словеније АЗС. Приказано је стање рекорда на дан 23. јул 2015.
| Дисциплина        | Резултат                                                                    | Име                                                                      | Датум             | Такмичење               | Место, Држава               |  |
| ----------------- | --------------------------------------------------------------------------- | ------------------------------------------------------------------------ | ----------------- | ----------------------- | --------------------------- |  |
| 50 м              | 6,64                                                                        | Јернеја Перц -71                                                         | 2. фебруар 1997   |                         |                             |  |
| 60 м              | 7,17                                                                        | Марлен Оти -60                                                           | 7. март 2003.     |                         | Линц, Аустрија              |  |
| 60 м              | 7,17                                                                        | Марлен Оти -60                                                           | 14. март 2003.    | СП 2003                 | Бирмингем, Велика Британија |  |
| 200 м             | 23,16                                                                       | Аленка Бикар -74                                                         | 26. фебруар 2000. | ЕП 2000.                | Гент, Белгија               |  |
| 400 м             | 52,18                                                                       | Бригита Лангерхолц -76                                                   | 11. фебруар 2007. |                         | Карлсруе, Немачка           |  |
| 600 м             | 1:30,05                                                                     | Бригита Лангерхолц -76                                                   | 13. фебруар 2009. |                         | Диселдорф, Немачка          |  |
| 800 м             | 1:55,82 СР                                                                  | Јоланда Чеплак -76                                                       | 3. март 2002.     | ЕП 2002.                | Беч, Аустрија               |  |
| 1.000 м           | 2:38,03 +                                                                   | Јоланда Чеплак -76                                                       | 21. фебруар 2003. | Aviva Indoor Grand Prix | Бирмингем, Велика Британија |  |
| 1.500 м           | 4:05,44                                                                     | Јоланда Чеплак -76                                                       | 9. март 2002      |                         | Глазгов, Велика Британија   |  |
| миља              | 4:29,35 +                                                                   | Хелена Јаворник -66                                                      | 24. фебруар 2002  | Митинг Па д Кале        | Лијевен, Француска          |  |
| 2.000 м           | 5:44,93 +                                                                   | Хелена Јаворник -66                                                      | 22. фебруар 2002  |                         | Кемниц, Немачка             |  |
| 3.000 м           | 8:47,49                                                                     | Хелена Јаворник -66                                                      | 3. фебруар 2002   | Sparkassen Cup          | Штутгарт, Немачка           |  |
| 50 м препоне      | 6,70                                                                        | Бригита Буковец - 70                                                     | 5. фебруар 1999   |                         | Будимпешта, Мађарска        |  |
| 60 м препоне      | 7,78                                                                        | Бригита Буковец - 70                                                     | 7. фебруар 1999   | Sparkassen Cup          | Штутгарт, Немачка           |  |
| Скок увис         | 2,00                                                                        | Брита Билач –68                                                          | 9. фебруар 1994.  |                         | Франкфурт, Немачка          |  |
| Скок мотком       | 4,71 аНР                                                                    | Тина Шутеј                                                               | 2. фебруар 2014.  |                         | Москва, Русија              |  |
| Скок удаљ         | 6,67                                                                        | Нина Коларич -86                                                         | 6. март 2009.     | ЕП 2009.                | Торино, Италија             |  |
| Троскок           | 15,08                                                                       | Марија Шестак -79                                                        | 12. март 2008.    |                         | Атина, Грчка                |  |
| Бацање кугле      | 17,97                                                                       | Наташа Ерјавец -68                                                       | 27. јануар 1996.  |                         | Љубљана, Словенија          |  |
| Петобој           | 4.087                                                                       | Влатка Лопатич                                                           | 2. фебруар 1996.  |                         | Будимпешта, Мађарска        |  |
| Петобој           | 8,80 (60 м препоне), 1,70 (вис), 11,82 (кугла), 6,05 (даљ), 2:24,22 (800 м) |                                                                          |                   |                         |                             |  |
| 3.000 м ходање    |                                                                             |                                                                          |                   |                         |                             |  |
| 4 x 200 м штафета | 1:36,36                                                                     | Словенија Јернеја Перц, Саша Прокофјев, Бригита Лангерхолц, Аленка Бикар | 17. фебруар 1996. |                         | Беч Аустрија                |  |
| 4 х 400 м штафета | 3:37,08                                                                     | Словенија Агата Зупин, Јернеја Смонкар, Вероника Садек, Анита Хорват     | 24. фебруар 2008. |                         | Београд Србија              |  |

+ = Резултат постигнут као пролазно време трке на дужој дистанци, СР = Светски рекорд